# Caja Negra (álbum de Virus)
Caja Negra es un set de CD + DVD de la banda Virus, grabado en directo desde el Teatro Coliseo de la ciudad de Buenos Aires, el día 1 de junio del año 2006.
El lanzamiento de Caja Negra permitió incluir, en el CD, las recientes canciones grabadas en estudio “Vuelve Lo Que Perdí”, “Autores Chocados”, “Es Otra Vida”, “After Hours” y “La Cruz del Sur”.
Para la grabación en vivo, Virus contó con la participación de Ale Sergi de Miranda!, Adrián Dárgelos de Babasonicos, Pity Álvarez de Intoxicados y Ciro Pertusi de Attaque 77 como artistas invitados .

## Lista de temas

### CD
- CAJA NEGRA - VIVO

| N.º | Título                                          | Música                                         | Escritor(es)                    | Duración |  |
| 1.  | «Tomo Lo Que Encuentro»                         | Julio Moura                                    | Roberto Jacoby, Julio Moura     | 4:18     |  |
| 2.  | «Sin Disfraz»                                   | Federico Moura                                 | Roberto Jacoby, Federico Moura  | 5:17     |  |
| 3.  | «Pecados para Dos (feat. Pity Álvarez)»         | Enrique Mugetti                                | Roberto Jacoby, Enrique Mugetti | 3:51     |  |
| 4.  | «Polvos de una Relación»                        | Marcelo Moura                                  | Roberto Jacoby, Marcelo Moura   | 3:59     |  |
| 5.  | «Me Puedo Programar»                            | Julio Moura                                    | Federico Moura                  | 3:09     |  |
| 6.  | «Destino Circular»                              | Julio Moura                                    | Federico Moura, Roberto Jacoby  | 3:50     |  |
| 7.  | «El Probador (feat. Ciro Pertusi)»              | Julio Moura                                    | Federico Moura                  | 3:56     |  |
| 8.  | «Pronta Entrega (feat. Adrián Dárgelos)»        | Julio Moura                                    | Federico Moura                  | 4:20     |  |
| 9.  | «No va Más (Desesperado Secuencia Uno)»         | Julio Moura                                    | Julio Moura, Federico Moura     | 2:45     |  |
| 10. | «Una Luna de Miel en la Mano (feat. Ale Sergi)» | Federico Moura                                 | Eduardo Costa                   | 5:35     |  |
| 11. | «Amor Descartable»                              | Julio Moura                                    | Federico Moura                  | 3:27     |  |
| 12. | «Imágenes Paganas»                              | Daniel Sbarra, Enrique Mugetti, Federico Moura | Roberto Jacoby, Federico Moura  | 4:54     |  |
| 13. | «Hay Que Salir del Agujero Interior»            | Federico Moura                                 | Federico Moura, Roberto Jacoby  | 3:00     |  |
| 14. | «Wadu Wadu»                                     | Julio Moura                                    | Federico Moura                  | 3:36     |  |

- CAJA NEGRA - ESTUDIO *

| N.º   | Título                | Música                       | Escritor(es)                                           | Duración |  |
| 15.   | «Vuelve Lo Que Perdí» | Julio Moura, Marcelo Moura   | Julio Moura, Marcelo Moura                             | 4:06     |  |
| 16.   | «Autores Chocaditos»  | Marcelo Moura, Julio Moura   | Marcelo Moura, Julio Moura, Daniel Sbarra              | 4:25     |  |
| 17.   | «Es Otra Vida»        | Julio Moura                  | Julio Moura                                            | 4:06     |  |
| 18.   | «After Hours»         | Marcelo Moura, Daniel Sbarra | Roberto Jacoby                                         | 3:24     |  |
| 19.   | «La Cruz del Sur»     | Julio Moura, Marcelo Moura   | Julio Moura, Marcelo Moura, Daniel Sbarra, Pablo Tapia | 4:19     |  |
| 76:24 |                       |                              |                                                        |          |  |

(*) Compuestos y grabados en 2006

### DVD
| N.º    | Título                                          | Música                                         | Escritor(es)                              | Duración |  |
| 1.     | «Tomo Lo Que Encuentro»                         | Julio Moura                                    | Roberto Jacoby, Julio Moura               | 4:46     |  |
| 2.     | «Densa Realidad»                                | Julio Moura                                    | Marcelo Moura, Federico Moura             | 3:50     |  |
| 3.     | «El 146»                                        | Julio Moura, Federico Moura, Mario Serra       | Roberto Jacoby, Federico Moura            | 5:01     |  |
| 4.     | «Sin Disfraz»                                   | Federico Moura                                 | Roberto Jacoby, Federico Moura            | 5:15     |  |
| 5.     | «Pecados para Dos (feat. Pity Álvarez)»         | Enrique Mugetti                                | Roberto Jacoby, Enrique Mugetti           | 4:44     |  |
| 6.     | «Polvos de una Relación»                        | Marcelo Moura                                  | Roberto Jacoby, Marcelo Moura             | 4:03     |  |
| 7.     | «Encuentro en el Río»                           | Federico Moura                                 | Eduardo Costa, Federico Moura             | 5:29     |  |
| 8.     | «Es Otra Vida»                                  | Julio Moura                                    | Julio Moura                               | 3:55     |  |
| 9.     | «¿Qué Hago en Manila?»                          | Julio Moura                                    | Julio Moura, Federico Moura               | 3:58     |  |
| 10.    | «Me Puedo Programar»                            | Julio Moura                                    | Federico Moura                            | 3:09     |  |
| 11.    | «Dame una Señal (Voz: Julio Moura)»             | Julio Moura                                    | Julio Moura                               | 4:09     |  |
| 12.    | «Dicha Feliz (Voz: Daniel Sbarra)»              | Federico Moura                                 | Roberto Jacoby                            | 4:07     |  |
| 13.    | «Destino Circular»                              | Julio Moura                                    | Federico Moura, Roberto Jacoby            | 3:49     |  |
| 14.    | «El Probador (feat. Ciro Pertusi)»              | Julio Moura                                    | Federico Moura                            | 4:47     |  |
| 15.    | «En Mi Garage»                                  | Julio Moura                                    | Federico Moura, Julio Moura               | 4:33     |  |
| 16.    | «Pronta Entega (feat. Adrián Dárgelos)»         | Julio Moura                                    | Federico Moura                            | 5:09     |  |
| 17.    | «No va Más (Desesperado Secuencia Uno)»         | Julio Moura                                    | Julio Moura, Federico Moura               | 2:43     |  |
| 18.    | «Una Luna de Miel en la Mano (feat. Ale Sergi)» | Federico Moura                                 | Eduardo Costa                             | 6:00     |  |
| 19.    | «Amor Descartable»                              | Julio Moura                                    | Federico Moura                            | 3:25     |  |
| 20.    | «Imágenes Paganas»                              | Daniel Sbarra, Enrique Mugetti, Federico Moura | Roberto Jacoby, Federico Moura            | 5:10     |  |
| 21.    | «Autores Chocaditos»                            | Marcelo Moura, Julio Moura                     | Marcelo Moura, Julio Moura, Daniel Sbarra | 4:34     |  |
| 22.    | «Hay Que Salir del Agujero Interior»            | Julio Moura                                    | Federico Moura, Roberto Jacoby            | 3:10     |  |
| 23.    | «Wadu Wadu»                                     | Julio Moura                                    | Federico Moura                            | 3:42     |  |
| 24.    | «Carolina Querida»                              | Ramón Alpuente                                 | Ramón Alpuente                            | 3:24     |  |
| 101:51 |                                                 |                                                |                                           |          |  |

## Músicos
Virus
- Marcelo Moura: Voz y percusión
- Julio Moura: Guitarras | Voz en "Dame una Señal", teclados en "Me Puedo Programar" y "Dicha Feliz", y percusión en "Encuentro en el Río"
- Daniel Sbarra:Guitarras, Efectos electrónicos | Voz en "Dicha Feliz"
- Fernando Monteleone: Teclados y programaciones
- Julián "Lulo" Isod: Batería
- Ariel Naon: Bajo, Contrabajo y Bajo acústico

Músicos invitados
- Cristian "Pity" Álvarez: Voz en "Pecados para Dos"
- Ciro Pertusi: Voz y Guitarra en "El Probador"
- Adrián Dárgelos: Voz en "Pronta Entrega"
- Ale Sergi: Voz en "Una Luna de Miel en la Mano"

## Créditos
Créditos adaptados de las notas de "Caja Negra"
- Producción Artística: Virus y Adrián Bilbao
- Producción ejecutiva: Fabián De La Rúa, Pelo Aprile y Betty Moscó

STAFF VIRUS
- Sonido: Pablo Jones
- Luces: Gabriel Acosta
- Stage Manager: Juan Gazme
- Stage: Héctor De La Villa
- Secuencias: Roberto López

CAJA NEGRA EN VIVO - Grabado en el Teatro Coliseo de Buenos Aires, el 1 de junio de 2006
- Ingeniero de Grabación: Adrián Bilbao y Tole López Naguil
- Ingeniero de Mezcla: Adrián Bilbao
- Mastering: Andrés Mayo Mastering & DVD

STAFF GRABACIÓN DVD
- Dirección de Cámaras: Fernando Boris
- Producción General: Wally
- Producción Ejecutiva: Daniel Morano
- Asistente de Producción: Esteban Mazzoni
- Producción Técnica: Juan Pablo Mendoza
- Producción General: Nacho Soler

- Diseño de Luces y Escenario: Martín Castellano y Luciano Lapa
- Operador de Luces: Gabriel Acosta y Luciano Lapa
- Puesta en escenas: Martin Gianola
- Asistente: Ana Feldman
- Visuales: Gisela Faure
- Vestuarista: Adrina San Román, para Key Biscaine
- Maquillaje: Jazmín
- Prensa: Marisa Arias y Candela Booth

- Adrian Dárgelos aparece por cortesía de Universal Music
- Ale Sergi aparece por cortesía de Pelo Music
- Ciro Pertusi aparece por cortesía de Sony BMG
- Pity Álvarez aparece por cortesía de Pop Art

- Idea Original: Eduardo Rocca, para Producciones Crack
- Diseño Caja Negra: C. Belloro, I. Sbarra
- Fotos: Ignacio Gatto Bellora / Cutri
- Mánager Personal: Carlos Rocca